# Eudocia
Eudocia, of Eudoxia (439 – 466/474?) was  de oudste dochter van de Romeinse keizer Valentinianus III en zijn vrouw Licinia Eudoxia.
In de jaren 440 n.Chr. hadden keizer Valentinianus III en Vandalenkoning Geiseric een principeovereenkomst over het huwelijk tussen hun kinderen Hunerik en Eudocia, maar beiden waren nog te jong.
Als in 455 Petronius Maximus, keizer Valentinianus III laat vermoorden, neemt hij de keizerin Licinia Eudoxia tot vrouw en laat hij zijn zoon Palladius met Eudocia trouwen. Een streep door de rekening van Geiseric. Als keizerin Licinia Eudoxia om hulp vraagt, gaat hij daar met veel plezier op in.
De Plundering van Rome (455). Eudocia, haar moeder Licinia Eudoxia en haar zuster Placidia worden meegenomen naar Carthago, de hoofdstad van het Vandalenrijk.
Eudocia huwt, zoals afgesproken met Hunerik in c.460 . Moeder en zuster worden voor losgeld naar Constantinopel gestuurd.
Samen hebben ze een zoon Hilderik.
Later trekt zij zich terug in een religieuze orde.

## Familie
- Theodosiaanse dynastie